# Amadyna obrożna
Amadyna obrożna (Amadina fasciata) – gatunek małego ptaka z rodziny astryldowatych (Estrildidae). Występuje w Afryce w strefie sawann od Senegalu po Etiopię oraz w Afryce Wschodniej aż do Transwalu. Jest to jeden z najwcześniej sprowadzonych do Europy gatunków ptaków śpiewających – pierwsze osobniki hodowlane pojawiły się już w XVII wieku.
Cechy gatunku
Zarówno samiec, jak i samica są ubarwione dość niepozornie w szaro-brązowo-kremowe cętki. Samiec posiada jednak charakterystyczną czerwoną obrożę na gardle, stąd nazwa gatunkowa tej amadyny.
Podgatunki
Wyróżniono kilka podgatunków A. fasciata:
- A. fasciata fasciata – południowa Mauretania, Senegal i Gambia do Sudanu i Ugandy.
- A. fasciata alexanderi – Erytrea, Etiopia i Somalia do Kenii i Tanzanii.
- A. fasciata meridionalis – południowa Angola i północna Namibia do północnego Mozambiku.
- A. fasciata contigua  – południowe Zimbabwe, południowy Mozambik i północne RPA.

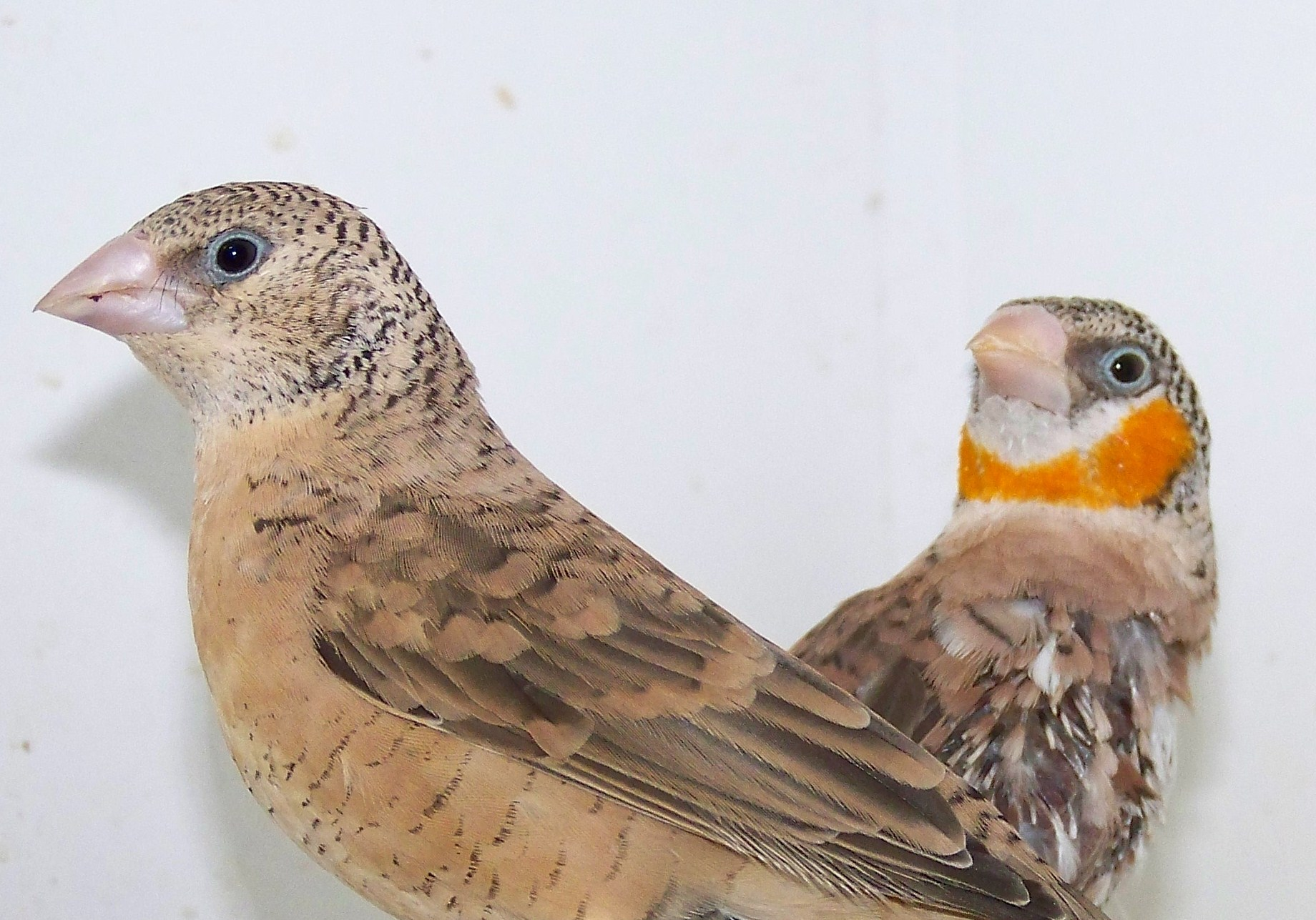
Amadyny obrożne są hodowane w parach. Samica po lewej, samiec po prawej

Wymiary
- długość ciała: 12–13 cm

BiotopSuche obszary sawann i półpustyń z występującymi krzewami i drzewami akacji. Często zamieszkują skraje osiedli ludzkich i pół uprawnych.
PożywienieNasiona traw oraz owady.
LęgiGniazda budują w zaroślach, w dziuplach lub nawet na dachach domów. Często przejmują gniazda innych ptaków, zwłaszcza wikłaczy. Samica składa 4 do 8 jaj, które wysiadują obydwoje partnerzy 12–14 dni. Młode opuszczają gniazdo po 18–21 dniach. Są upierzone podobnie do rodziców tylko w kolorach bardziej matowych.
StatusMiędzynarodowa Unia Ochrony Przyrody (IUCN) uznaje amadynę obrożną za gatunek najmniejszej troski (LC, least concern) nieprzerwanie od 1988. Całkowita liczebność populacji nie została oszacowana, ale uważa się, że jest to ptak pospolity lub lokalnie pospolity. Trend liczebności populacji uznaje się za stabilny.